# 대한민국 산불 대응 지휘체계 이원화 문제

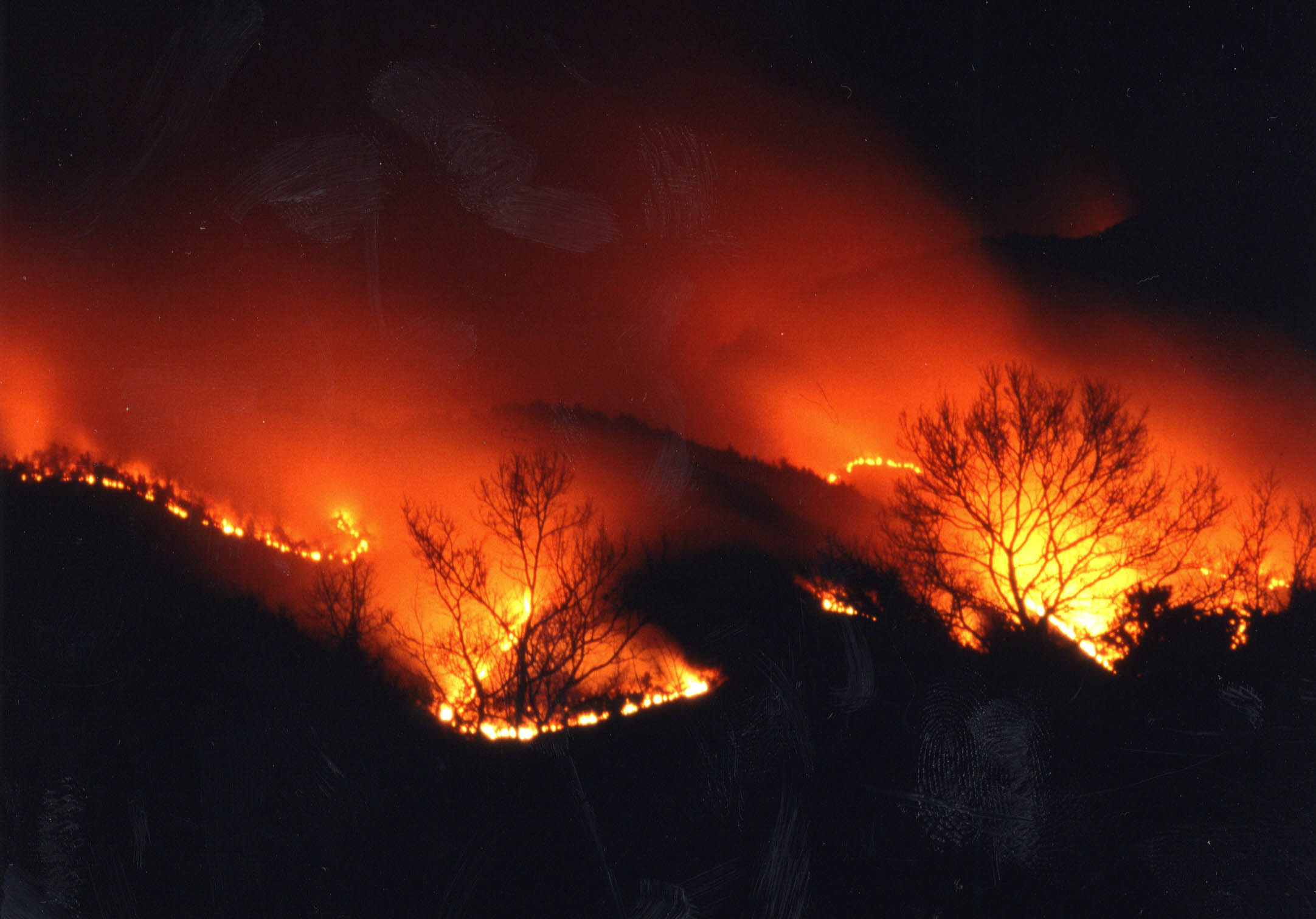
2000년 4월 강원도 고성군 동해안 산불

대한민국 산불 대응 지휘체계 이원화 문제는 산림청과 소방청이 산불 대응의 지휘 권한을 나누어 가지는 구조에서 비롯된 체계적 혼선과 비효율 문제를 의미한다. 이는 관련 법령의 이중성과 현장 지휘체계의 분절성, 대형 산불 대응의 공백 등을 유발해 반복적인 문제로 지적되어 왔다.

## 법적·제도적 배경
현행 제도에서는 「재난 및 안전관리 기본법」이 산불 재난관리의 주관기관을 산림청으로 명시하고 있으며, 「산림보호법」은 산불 규모에 따라 지휘권을 기초지자체장, 시도지사, 산림청장으로 단계적 이양하도록 규정한다. 반면 「소방기본법」에서는 산림을 소방대상물로 포함하고 있어 산불 역시 소방의 대응 대상에 해당한다. 이로 인해 법령 간의 정합성 문제가 지적되며, 실제 현장에서는 동일 화재에 대해 산림청과 소방청이 각각 지휘권을 행사하는 이중 구조가 발생한다.

## 사례 분석
2022년 울진·삼척 산불, 2023년 강릉 산불 등 대형 산불에서 이러한 이원화 구조의 한계가 드러났다. 울진 산불의 경우 지휘권이 지방자치단체에서 산림청으로 이관되는 과정에서 협조 체계가 지연되었고, 강릉 산불에서는 소방청과 산림청의 대응 단계 발령 시점이 약 1시간 차이 나며 주민 피해가 가중되었다.

## 구조적 문제점
황정석과 같은 산불 전문가들이 반복적으로 지적하는 점은, 지휘권의 분할로 인한 초기대응 지연, 산불·산림 인접 화재 구분의 모호성, 인력·장비 운영의 비효율, 민간 헬기 통합운용 부재 등이 이원화 체계의 대표적 문제점이라는 것이다. 이러한 구조는 산불 초기 골든타임 상실과 더불어 책임소재의 모호성까지 야기한다.

## 개선 논의
2025년 6월 국회 산불특별위원회에서는 산불 지휘체계를 소방청으로 일원화하자는 방안이 제시되었으며, 국회입법조사처는 산림보호법과 재난관리 기본법 간의 정합성 문제 해소를 제안하였다. 반면 일각에서는 지휘권 단순 이관이 자칫 예방·복구 단계의 책임 약화로 이어질 수 있다고 우려하며, 역할 분담 강화와 통합지휘체계의 개선이 필요하다는 목소리도 있다.

## 외국 사례 비교
미국은 ICS(Incident Command System), 캐나다는 각 주의 산불관리청, 호주는 주별 전담 소방조직을 중심으로 지휘체계를 일원화하고 있으며, OECD 국가 다수는 산불 진화를 소방 조직이 담당하고 있다. 반면 한국처럼 산림부처가 주관기관인 국가는 OECD 38개국 중 6개국뿐으로 예외적인 구조이다.